# San Jacinto (Guatemala)
Pour les articles homonymes, voir San Jacinto.
San Jacinto est une ville du Guatemala dans le département de Chiquimula.